# Streblus maritimus
Streblus maritimus är en mullbärsväxtart som beskrevs av Palacky. Streblus maritimus ingår i släktet Streblus och familjen mullbärsväxter. Inga underarter finns listade i Catalogue of Life.